# Acridotheres albocinctus
Mainá-de-colar ou mainato-de-colar (Acridotheres albocinctus) é uma espécie de passeriforme da família Sturnidae. Pode ser encontrada na China, na Índia e em Myanmar.